# スウヘイル・ベン・バルカ
スウヘイル・ベン・バルカ（Souheil Ben-Barka、1942年12月25日 - ）は、モロッコの映画監督、脚本家、映画プロデューサー。監督作品『アモク!』で第13回モスクワ国際映画祭最優秀作品賞受賞。